# Taghlibites
El taghlibites, a vegades Banu Taghlib, foren una tribu àrab del Diyar Mudar i Diyar Rabia. En singular és taghlib (realment Taghlib ibn Wail) però en plural és taghabli o taghlibi, del que deriva taghlibites. El seu ancestre epònim és Taghlib ibn Wail ibn Kasit ibn Hind ibn Afsa ib Dumi ibn Djadila ibn Asad ibn Rabia ibn Nizar ibn Maadd ibn Adnan.
Vivien al Najd però després d'una mítica batalla (Yawm Tahlak al-Liman) amb els Bakr ibn Wail (bakrites) es van instal·lar a la regió de l'Eufrates; als primers anys del VI els Bakr i els Taghlib es van sotmetre a al-Harith ibn Amr ibn Hudjr/Akil al-Murar al-Kindi; els kindes van governar per un temps a al-Hira (523-527); dos fills del rei, Shurabhil i Salama es van enfrontar després a la batalla d'al-Kulab (primera Jornada d'al-Kulab, vers 530); Bakr i Taghlib van retornar als seus enfrontaments tradicionals i els Bakr van donar suport a Shurabhil i els Taghlib a Salama. Assassinat Shurabhil la guerra es va acabar a la meitat del segle VI amb la signatura d'un tractat a Dhu l-Madjaz prop de la Meca. Els Taghlib van donar suport abans de la meitat del segle als làkhmides (al-Múndhir (III) ibn Imri-l-Qays que va governar del 527 al 554 i ja havia governat del 514 al 523) i van ser enviats a combatre contra la família regnant dels kindes, els Banu Akil al-Murar. Després de l'assassinat del rei d'al-Hira el làkhmida Amr III ibn Hind (569) van emigrar més enllà del riu cap a la Jazira.
Fins a l'arribada de l'islam van estar sota influència dels sassànides i dels seus vassalls làkhmides. Es van oposar als àrabs musulmans inicialment però aviat es van començar a convertir i van lluitar al costat dels nous conqueridors. No obstant la majoria van restar cristians fins avançat el califat omeia. A la batalla del Camell van combatre braç a braç amb els kindes. Sembla que en la guerra civil entre Alí i Muàwiya I van donar suport al primer i el segon els va mostrar després la seva hostilitat, però això no està establert amb seguretat. En la revolta d'Ibn az-Zubayr van donar suport als omeies. Al califat de Marwan II el taghlibita Hixam ibn Amr ibn Bistam at-Taghlibí apareix com a governador de Mossul i la Jazira; sota el segon abbàssida el mateix personatge fou governador del Sind (vers 754-?); Bistam ibn Amr al-Taghlibi fou governador de Sind en temps del califa al-Mahdi (775-785) i més tard de l'Azerbaidjan. El 793 un taghlibita, Abd-ar-Razzak ibn Abd-al-Hamid at-Taghlibí va dirigir l'expedició estiuenca anual contra territori romà d'Orient. Sota els abbàssides tota la tribu es va fer musulmana. El 813 el califa al-Amin va nomenar governador de Mossul a al-Hassan ibn Úmar ibn al-Khattab al-Adawí, d'una fracció taghlibita (els adi) que va construir la fortalesa d'Adhrama, vila que va arrabassar al que li posseïa.
Al segle IX la família taghlibita dels Attah va exercir cert poder al Diyar Rabia (Tawk ibn Màlik, mort el 831, en va exercir el govern); el seu fill Màlik ibn Tawk ibn Màlik (mort el 874) fou governador de Damasc i d'al-Urdunn sota al-Wàthiq (842-847) i sota al-Mutawàkkil (847-861) i fou el fundador d'al-Rahba (moderna al-Mayadin). El 874/875 un altre taghlibita, Khidr ibn Àhmad at-Taghlibí fou nomenat governador de Mossul sota el califa al-Mútamid (870-892). Els hamdànides pertanyien a la branca taghlibita dels Adi (o Adi Taghlib), plural Adawi, però una versió defensada per Canard diu que eren mawles dels Taghlib (mawali Taghlib), suposadament d'Ishaq ibn Ayyub at-Taghlibí.